# 열매를 맺지 않은 무화과 나무의 비유
무화과 나무의 저주(Cursing the fig tree)은 복음서에 나오는 예수의 기적 중에 하나이다. 이 사건은 마가복음과 마태복음에는 포함되어 있지만 누가복음이나 요한복음에는 기록되어 있지 않다. 마가복음 본문에서는 그것은 두 부분으로 나온다. 첫째, 예루살렘으로 승리의 입성 후와 성전 정화 직전에 예수가 무화과 나무를 저주하였다. 두 번째 부분에서는 아마도 그 다음날로 추정되는데 그 나무가 말랐다. 마태복음은 이 기사를 하나의 사건으로 제시한다. 이 저주는 마른 무화과 나무의 비유와는 다른 비유이며, 무화과를 통한 비유라는 공통점이 있다.

## 무화과 나무에게 내려진 저주
예수가 시장하여 무화과 나무에 가서 열매를 먹으려고 했는데, 열매를 얻지 못하여 무화과 나무를 저주한다. 이 내용은 마가복음에 다음과 같이 기록이 되어 있다. 
이튿날 그들이 베다니에서 나왔을 때에 예수께서 시장하신지라 멀리서 잎사귀 있는 한 무화과 나무를 보시고 혹 그 나무에 무엇이 있을까 하여 가셨더니 가서 보신즉 잎사귀 외에 아무 것도 없더라 이는 무화과의 때가 아님이라 예수께서 나무에게 말씀하여 이르시되 이제부터 영원토록 사람이 네게서 열매를 따먹지 못하리라 하시니 제자들이 이를 듣더라— 마가복음 11:12–14, 개역한글

마태복음에도 다음과 같이 기록이 되어 있다. 
이른 아침에 성으로 들어오실 때에 시장하신지라 길 갈에서 한 무화과나무를 보시고 그리로 가사 잎사귀 밖에 아무 것도 찾지 못하시고 나무에게 이르시되 이제부터 영원토록 네가 열매를 맺지 못하리라 하니 무화과나무가 곧 마른지라— 마태복음 21:19, 개역한글

## 저주의 의미 해석

### 무화과 나무
많은 성경 학자들은 무화과 나무는 포도나무와 함께 이스라엘의 대표적인 과수 나무로 이스라엘을 상징하는 존재로 인식한다. 성경도 무화과 나무 열매를 이스라엘 사람으로 비유하는 것으로 볼 때 무화과 나무는 이스라엘을 표상한다고 보는 것이 일반적이다.

### 열매
무화과 나무는 이스라엘을 대표하는 나무인 만큼, 이스라엘 주위에 많이 자라고 있고, 그 열매는 식용으로 널리 쓰인다. 그 나라 사람이, 그 나라의 대표적인 과일의 철을 모르는 경우는 거의 없으므로, 열매의 철이 아닐 때 열매를 구하는 예수의 입장은 비유적인 관점에서 바라봐야 하는 것으로 생각해야 한다. 그러므로 예수가 구한 열매는 참 신앙을 가진 사람이다.

### 무화과 나무의 마름
무화과 나무는 이스라엘을 의미하는 만큼, 무화과 나무가 마른다는 것은 이스라엘이 멸망하게 될 것이라는 의미를 가지고 있다. 그것을 표현한 누가복음의 비유도 있다. 
이에 비유로 말씀하시되 한 사람이 포도원에 무화과나무를 심은 것이 있더니 와서 그 열매를 구하였으나 얻지 못한지라 과원지기에게 이르되 내가 삼 년을 와서 이 무화과나무에 실과를 구하되 얻지 못하니 찍어 버리라 어찌 땅만 버리느냐 대답하여 가로되 주인이여 금년에도 그대로 두소서 내가 두루 파고 거름을 주리니 이 후에 만일 실과가 열면 이어니와 그렇지 않으면 찍어 버리소서 하였다 하시니라— 누가복음 13:6–9, 개역한글

### 결론
열매를 맺지 못한 무화과 나무의 비유는, 참다운 신앙을 가지지 못한 이스라엘을 책망하며 이스라엘의 멸망을 예고한 비유에 해당하며, 현재 신앙인에게도 참다운 신앙을 가질 것은 촉구하는 비유에 해당한다.

## 같이 보기
- 신약 성경
- 마른 무화과 나무의 비유

## 참고 문헌
- Clowes, John, 1817, The Miracles of Jesus Christ (J. Gleave, Manchester, England)
- Davies, William David, & Allison, Dale C., "Matthew 19–28" (T&T Clarke, 1997) pp. 147ff.
- Lockyer, Herbert, 1988 All the Miracles of the Bible, ISBN 0-310-28101-6
- Kilgallen, John J., 1989 A Brief Commentary on the Gospel of Mark (Paulist Press, ISBN 0-8091-3059-9)
- Lane, William L., "The Gospel of Mark" (Eerdmans, 1974) pp. 398ff.
- Maguire, Robert, 1863 The Miracles of Christ (Weeks and Co., London)
- Trench, Richard Chenevix, Notes on the miracles of Our Lord, (John W. Parker, 1846)
- Van der Loos, H., 1965 The Miracles of Jesus (E. J. Brill, Leiden)
- Wiersbe, Warren W., 1995 Classic Sermons on the Miracles of Jesus, ISBN 0-8254-3999-X